# 1 Camelopardalis
1 Camelopardalis, som är stjärnans Flamsteed-beteckning, är en dubbelstjärna i den sydvästra delen av stjärnbilden Giraffen och med variabelbeteckningen DL Camelopardalis. Den har en genomsnittlig kombinerad skenbar magnitud på ca 5,56 och är svagt synlig för blotta ögat där ljusföroreningar ej förekommer. Baserat på parallaxmätning inom Hipparcosuppdraget på ca 1,30 / 1,17 mas, beräknas den befinna sig på ett avstånd på ca 2 600 ljusår (ca 800 parsek) från solen. Den rör sig närmare solen med en heliocentrisk radialhastighet på ca -7 km/s och ingår i rörelsegruppen Camelopardalis OB1.

## Egenskaper
Primärstjärnan 1 Camelopardalis A är en blå till vit ljusstark jättestjärna av spektralklass O9.7 IIn, som har förbrukat förrådet av väte i dess kärna och utvecklas bort från huvudserien. 1 Camelopardalis B utsänder ca 2 000 gånger mera energi än solen från dess fotosfär vid en effektiv temperatur på ca 29 500 K.
1 Camelopardalis är en dubbelstjärna med följeslagaren 1 Camelopardalis B som är en stjärna av skenbar magnitud 6,80, som sannolikt är en underjättestjärna i ett tidigt stadium av spektralklass B1 IV och ligger separerad med 10 bågsekunder från primärstjärnan. Det finns även en stjärna av 11:e magnituden, separerad med 150 bågsekunder. Det är dock oklart om den ingår i en trippelstjärna, eller om den svagare stjärnan endast är ett förgrundsobjekt som ligger i samma riktning.
1 Camelopardalis A, eller DL Camelopardalis, är en pulserande Beta Cephei-variabel (BCEP), som varierar mellan fotografisk magnitud +5,81 och 5,85 med en trolig period på 0,22132 dygn. Den har en rotationshastighet på 275 km/s, en av de högsta kända.